# Pathé Baby

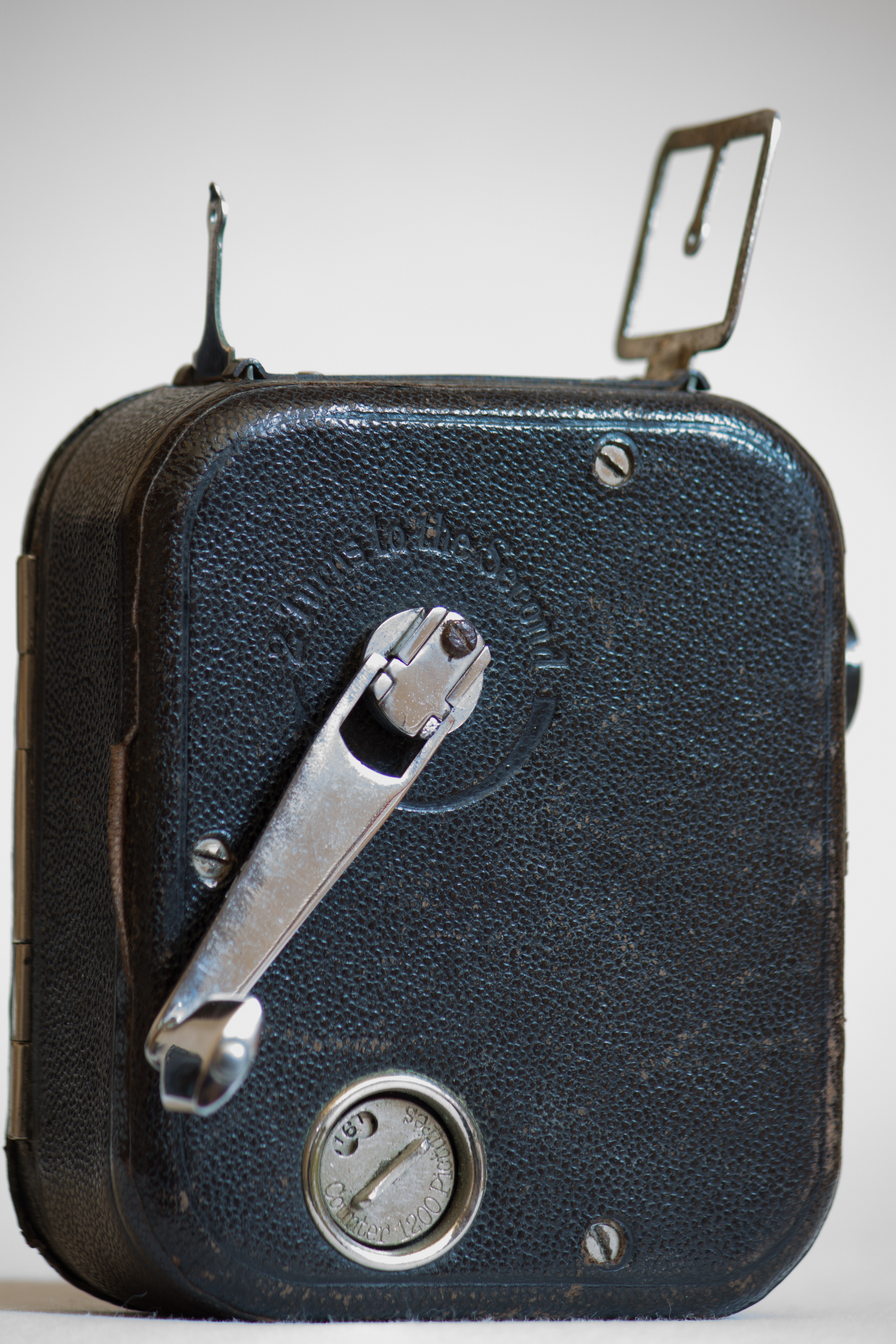
Cámara cinematográfica de 9.5 mm Pathé Baby de 1923

El Pathé Baby es un sistema de cine amateur inventado por Victor Continsouza y fabricado y comercializado por la empresa francesa Pathé Frères entre 1922 y 1946 que destacó por ser uno de los primeros sistemas cinematográficos pensados y diseñados para llevar el cine en casa. Constaba de una pequeña cámara y un proyector de sobremesa que funcionaban con película perforada de 9,5 mm, formato que también había introducido aquel sistema. Su tamaño excepcionalmente pequeña para la época en que salió al mercado junto con el innovador y económicamente más asequible formato de película que usaba hicieron que el sistema se volviera muy popular durante las décadas de los años 1920 y 1930.

## Història
La empresa Pathé Frères, que fue fundada en París en 1896 por los hermanos Pathé, fue una empresa dedicada desde el primer momento en la industria del equipamiento cinematográfico y de los fonógrafos. Durante los primeros años del siglo XX, tras adquirir derechos sobre la patente de los hermanos Lumière en 1902, Pathé se convirtió en una de las productoras más importantes del mundo en ese momento (productora que aún sigue activa hoy en día bajo el nombre de Pathé).

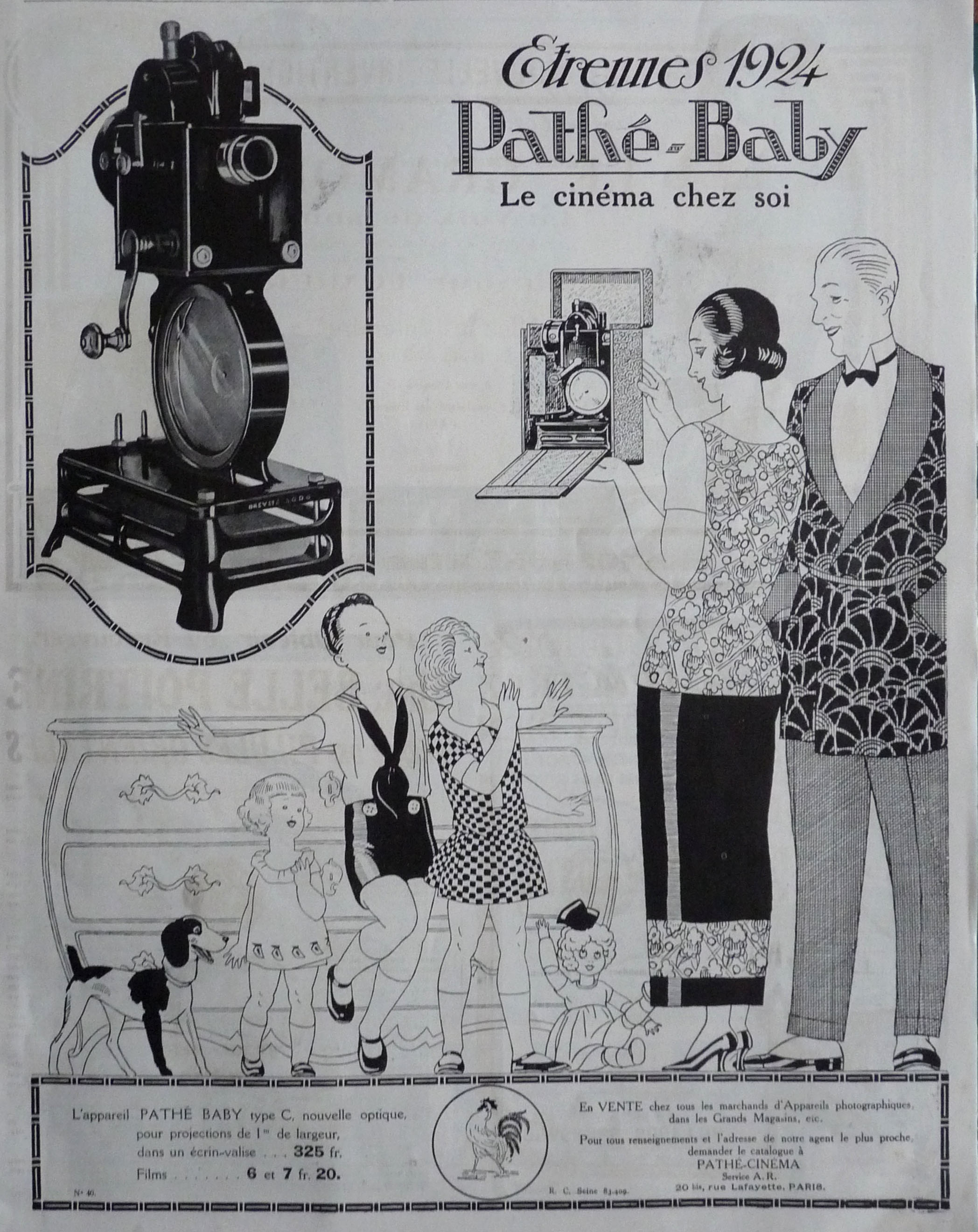
Publicidad del proyector Pathé Baby de 1923 con el eslogan "el cine en tu casa".

Después de tener mucho éxito comercializando equipamiento cinematográfico y musical y construyendo salas de cine en toda Francia, Bélgica, Italia y España, entre otros países, se dedicó a investigar sobre nuevos sistemas innovadores como la coordinación de las películas con los gramófonos o la inversión en experimentos de coloración a mano sobre las películas en blanco y negro. Finalmente, en 1922, introdujo el sistema Pathé Baby, el primer sistema de cine que todo el mundo podía tener en casa.
Buscando abrir un nuevo mercado hasta entonces inexistente, a principios de los años veinte Pathé Frères pidió a la empresa de Continsouza que desarrollara un proyector pequeño, familiar y económico que permitiera al público hacer proyecciones de cine en casa. La Navidad de 1922 se lanzó a la venta el proyector, que se comercializaba junto con un catálogo de cientos de títulos de películas de la productora Pathé que se podían visualizar usándolo. Este hecho y la gran publicidad que se hizo del nuevo invento contribuyeron al gran éxito que tuvo el proyector, del cuando se vendieron 20,000 ejemplares durante los primeros meses que estuvo en el mercado.
Viendo el éxito que tuvo el producto, la empresa Pathé Frères pidió de nuevo a Continsouza que desarrollara una cámara pequeña, doméstica y económica que acompañara al proyector. Esta salió a la venta el mismo 1923, y tuvo un gran éxito en todo tanto para Francia como en cualquier parte del mundo entero, ya que fue la primera cámara de cine amateur y la más pequeña fabricada hasta entonces.
Durante los años siguientes Pathé Frères se dedicó ampliar su mercado, hacer mejoras en sus productos y comercializar su sistema de cine doméstico y amateur por diferentes países de Europa y del mundo como el Reino Unido, Alemania, Austria o Estados Unidos de América, y hasta 1946 estuvo creando nuevos productos en la línea de Pathé Baby como la Pathé Motocamera (1928), la Pathé Motocamera B (1932), la Pathé Baby Royal (1936), el Pathé Lux Proyector (1932), el Pathéscope Kid Proyector (1930) o el Pathé Vox Proyector (1937).

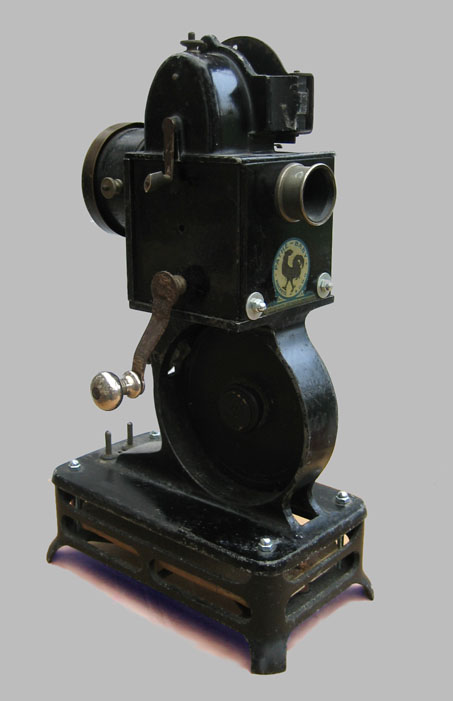
Proyector cinematográfico Pathé Baby de 1924

## Proyector Pathé Baby
Fabricado por la empresa Pathé Frères, fue el primer proyector doméstico que se comercializó. Reproducía cintas de cine mudo de 9,5 mm, que se guardaban en carritos metálicos que permitían al proyeccionista no tener que tocar la película con las manos. Originalmente, estos carritos contenían hasta 9 metros de cinta, pero en modelos posteriores es amplió la capacidad a 20 e incluso a 100 metros de película. Funcionaba manualmente, accionando una manivela que había en el lateral, aunque más tarde se sustituyó este sistema por un motor eléctrico. La versión primitiva, el Pathé Baby estándar, se comercializó entre los años 1922 y 1935, y fue incorporando mejoras como una dinamo, un motor eléctrico, un ampliador de imágenes o un aparato para hacer impresiones a los fotogramas de las películas.

## Cámara Pathé Baby

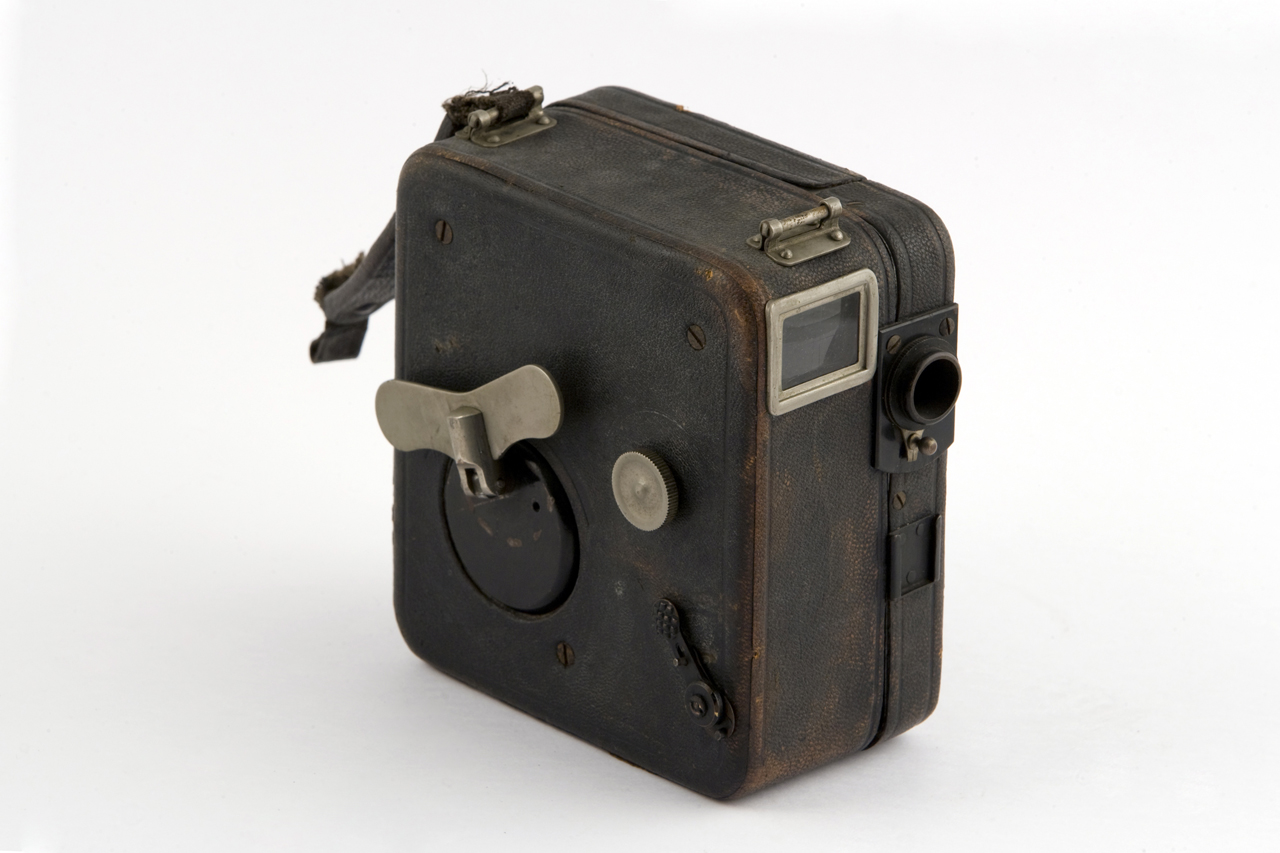
Pathé Motocamera de 1928

La cámara Pathé Baby fue la primera cámara de cine amateur que se comercializó, y una de las más pequeñas que habían fabricado nunca hasta entonces. Fue pionera en la introducción de la película de 9,5 mm, más barata y asequible que la cinta de 35 mm que se usaba entonces. Aparte de las innovaciones que aportó, se caracterizaba por ser muy diminuta (11x10x5 centímetros y 615 gramos de peso). Funcionaba con un obturador manual que grababa a 14-16 fotogramas por segundo, e incorporaba un objetivo F 1: 3,5 de 20mm. Estaba fabricada con aluminio forrado de piel de color negro o marrón, y se llegaron a fabricar más de 300.000 aparatos entre 1923 y 1930.
El modelo original de cámara Pathé Baby apareció en el mercado por primera vez en 1923, y permitía a los cineastas aficionados grabar sus propias películas con un sistema económico, práctico y sencillo. En la cámara manual original se le añadieron mejoras posteriores como la automatización del obturador a partir de un mecanismo de relojería, y durante las dos décadas siguientes se desarrollaron nuevos modelos de la cámara como la Pathé Motocamera (1928), la Pathé Mundial (1932), la Pathé Baby Royal (1936) o la Pathé National (1946).